# Alberto Brazzini
Alberto Aurelio Brazzini Diaz-Ufano (Lima, 7 de octubre de 1937-Houston, 29 de mayo de 2001), fue un sacerdote peruano. obispo auxiliar de Lima.

## Biografía
Nacido en Lima, Brazzini fue hijo del matrimonio de Alberto Enrique Brazzini Walde (†1985) y Aurora Díaz Ufano Peral. Tuvo 4 hermanos: Ana María, Aurora, Alfonso y Alfredo Brazzini Díaz-Ufano. Siguiendo su vocación religiosa, ingresó al Seminario Santo Toribio de Mogrovejo de la Arquidiócesis de Lima, siendo ordenado sacerdote el 25 de marzo de 1971.
Falleció el 29 de mayo de 2001, en Houston (Texas). Sus restos descansan en el Monasterio Cisterciense, en Lurín, en una tumba especialmente acondicionada donde llegó en hombros de sus familiares, obispos, sacerdotes, seminaristas y amigos. A las 12:30 del 1 de junio se inició el responso a cargo del cardenal de Lima, Juan Luis Cipriani, quien manifestó que Alberto Brazzini "deja un espacio muy grande dentro de la feligresía peruana, pero de manera particular dentro del arzobispado de Lima". El obispo del Callao, Miguel Irízar, señaló que con el fallecido Monseñor Alberto los unía el canto, la liturgia y el sentido de arte en la iglesia de Dios, además de compartir muchos años de sacerdocio y obispado. El obispo de Lurín, José Ramón Gurruchaga, enfatizó que el Monasterio Cisterciense representa una iniciativa de Monseñor Brazzini, "con su ayuda decenas de hermanas contemplan la vida de Cristo" agregando que constituía una verdadera alegría que sus restos descansen allí.

## Episcopado
El 1 de junio de 1978 fue nombrado obispo titular de Assava y obispo auxiliar de Lima, arquidiócesis de Perú, recibiendo la ordenación episcopal el 22 de julio de ese mismo año, teniendo como consagradores al arzobispo de Lima Juan Landázuri Rickkets y a los obispos auxiliares Luis Bambarén y Augusto Beuzeville.
Fue párroco de la Parroquia Nuestra Señora de las Mercedes (Mercedarias) de los Barrios Altos de Lima y presidente de la Comisión de Liturgia de la Conferencia Episcopal del Perú.